# Borneokikkerbek
De borneokikkerbek (Batrachostomus mixtus) is een vogel uit de familie Podargidae (kikkerbekken).

## Verspreiding en leefgebied
Deze soort is endemisch op Borneo, zowel in Sabah en Sarawak (Maleisië) als in de noordelijke delen van Kalimantan (Indonesië).